# Fredede bygninger i Thisted Kommune
Denne liste over fredede bygninger i Thisted Kommune viser alle fredede bygninger i Thisted Kommune, bortset fra kirker. Listen bygger på data fra Kulturarvsstyrelsen.
| Sagsnavn                   | Komplekstype                                      | Opførelsesår | Adresse                                | Koordinater                                 | Fredningsår (1. fredning) | ID (Link til Kulturarv.dk) | Billede     |
| -------------------------- | ------------------------------------------------- | ------------ | -------------------------------------- | ------------------------------------------- | ------------------------- | -------------------------- | ----------- |
| Agger                      |                                                   | 1747         | Toftevej 9, 7770 Vestervig             | 56°46′56″N 8°14′14″Ø / 56.78225°N 8.23710°Ø |                           | 787-177057-1               | Upload foto |
| Hanstholm Fyretablissement |                                                   | 1843         | Tårnvej 7, 7730 Hanstholm              | 57°06′45″N 8°35′55″Ø / 57.11246°N 8.59865°Ø |                           | 787-174634-1               | Upload foto |
| Hanstholm Fyretablissement |                                                   | 1843         | Tårnvej 9, 7730 Hanstholm              | 57°06′45″N 8°35′55″Ø / 57.11262°N 8.59855°Ø |                           | 787-174634-2               | Upload foto |
| Hanstholm Fyretablissement |                                                   | 1843         | Tårnvej 11, 7730 Hanstholm             | 57°06′45″N 8°35′55″Ø / 57.11243°N 8.59864°Ø |                           | 787-174634-3               | Upload foto |
| Hanstholm Fyretablissement |                                                   | 1889         | Tårnvej 13, 7730 Hanstholm             | 57°06′45″N 8°35′55″Ø / 57.11240°N 8.59862°Ø |                           | 787-174634-4               | Upload foto |
| Hanstholm Fyretablissement |                                                   | 1889         | Tårnvej 15, 7730 Hanstholm             | 57°06′45″N 8°35′55″Ø / 57.11237°N 8.59861°Ø |                           | 787-174634-5               | Upload foto |
| Hanstholm Fyretablissement |                                                   | 1889         | Tårnvej 17, 7730 Hanstholm             | 57°06′44″N 8°35′54″Ø / 57.11233°N 8.59845°Ø |                           | 787-174634-6               | Upload foto |
| Hanstholm Fyretablissement |                                                   | 1889         | Tårnvej 19, 7730 Hanstholm             | 57°06′44″N 8°35′54″Ø / 57.11234°N 8.59839°Ø |                           | 787-174634-7               | Upload foto |
| Hanstholm Fyretablissement |                                                   | 1889         | Tårnvej 21, 7730 Hanstholm             | 57°06′44″N 8°35′54″Ø / 57.11235°N 8.59833°Ø |                           | 787-174634-8               | Upload foto |
| Hanstholm Fyretablissement | Fyrtårn                                           |              | Tårnvej 23A, 7730 Hanstholm            | 57°06′45″N 8°35′54″Ø / 57.11247°N 8.59825°Ø |                           | 787-173569-1               | Upload foto |
| Lodbjerg Fyr               | Fyrtårn, boligfløje, korridorbygning samt oliehus | 1884         | Lodbjergvej 33, 7770 Vestervig         | 56°49′24″N 8°15′47″Ø / 56.82338°N 8.26300°Ø |                           | 787-179521-1               | Upload foto |
| Nørhågård                  |                                                   | 1801         | Nørhågårdsvej 1, 7752 Snedsted         | 56°53′54″N 8°26′08″Ø / 56.89827°N 8.43554°Ø |                           | 787-49753-1                | Upload foto |
| Skjærbakken 45             |                                                   | 1898         | Skjærbakken 45, 7700 Thisted           | 57°00′45″N 8°27′06″Ø / 57.01249°N 8.45167°Ø |                           | 787-96492-1                | Upload foto |
| Skovgade 20                |                                                   | 1856         | Skovgade 20, 7700 Thisted              | 56°57′19″N 8°41′23″Ø / 56.95530°N 8.68973°Ø |                           | 787-63012-1                | Upload foto |
| Skovgade 20                |                                                   | 1900         | Skovgade 20, 7700 Thisted              | 56°57′19″N 8°41′23″Ø / 56.95530°N 8.68973°Ø |                           | 787-63012-4                | Upload foto |
| Stenbjerg Redningsstation  |                                                   | 1931         | Stenbjerg Kirke Vej 139, 7752 Snedsted | 56°55′46″N 8°20′17″Ø / 56.92958°N 8.33814°Ø |                           | 787-100570-69              | Upload foto |
| Stenbjerg Båke             | Båke                                              |              | Sømærkevej 0, 7752 Snedsted            | 56°55′11″N 8°20′29″Ø / 56.91964°N 8.34136°Ø |                           | 787--3--1                  | Upload foto |
| Thisted Rådhus             |                                                   | 1853         | Store Torv 4, 7700 Thisted             | 56°57′17″N 8°41′25″Ø / 56.95478°N 8.69028°Ø |                           | 787-101534-1               | Upload foto |
| Tvorup Båke                | Båke                                              |              | Tvorupvej 0, 7700 Thisted              | 56°58′52″N 8°24′48″Ø / 56.98098°N 8.41341°Ø |                           | 787--2--1                  | Upload foto |
| Vestervig Klostermølle     |                                                   | 1860         | Klostermøllevej 79, 7770 Vestervig     | 56°46′26″N 8°18′56″Ø / 56.77380°N 8.31568°Ø |                           | 787-181482-1               | Upload foto |
| Vigsø Båke                 | Båke                                              |              | Krægpøtvej 0, 7730 Hanstholm           | 57°05′51″N 8°45′03″Ø / 57.09763°N 8.75083°Ø |                           | 787--4--1                  | Upload foto |